# Ключ 127
Ключ 127 (трад. и упр. 耒) — ключ Канси со значением «пахать»; один из 29, состоящих из шести штрихов.
В словаре Канси есть 84 символа (из 49 030), которые можно найти c этим радикалом.

## История
Древняя идеограмма изображала обработанный корень и основание дерева, применяемые в старину для вспашки.
В современном языке иероглиф употребляется также в значении «соха».
В качестве ключевого знака иероглиф используется сравнительно нечасто.

Вид в большой печати Чжуаньшу
Вид в малой печати Чжуаньшу

В словарях находится под номером 127.

## Примеры иероглифов
| Доп. штрихи | Иероглифы         |
| ----------- | ----------------- |
| 0           | 耒                |
| 2           | 耓                |
| 3           | 耔                |
| 4           | 耕 耖 耗 耘 耙    |
| 5           | 耚 耛 耜 耝 耞 耟 |
| 6           | 耠                |
| 7           | 耡 耢             |
| 8           | 耣 耤 耥          |
| 9           | 耦 耧             |
| 10          | 耨 耩 耪          |
| 11          | 耫 耬             |
| 12          | 耭 耮             |
| 14          | 耯                |
| 15          | 耰                |
| 16          | 耱 耲             |

## Примеры использования
- Лайян (耒阳) — уездный город в округе Ханьян провинции Хунань, родина Цай Лунь — изобретателя бумаги.
- Лайшуй (耒水) — река в провинции Хунань.